# Талісман

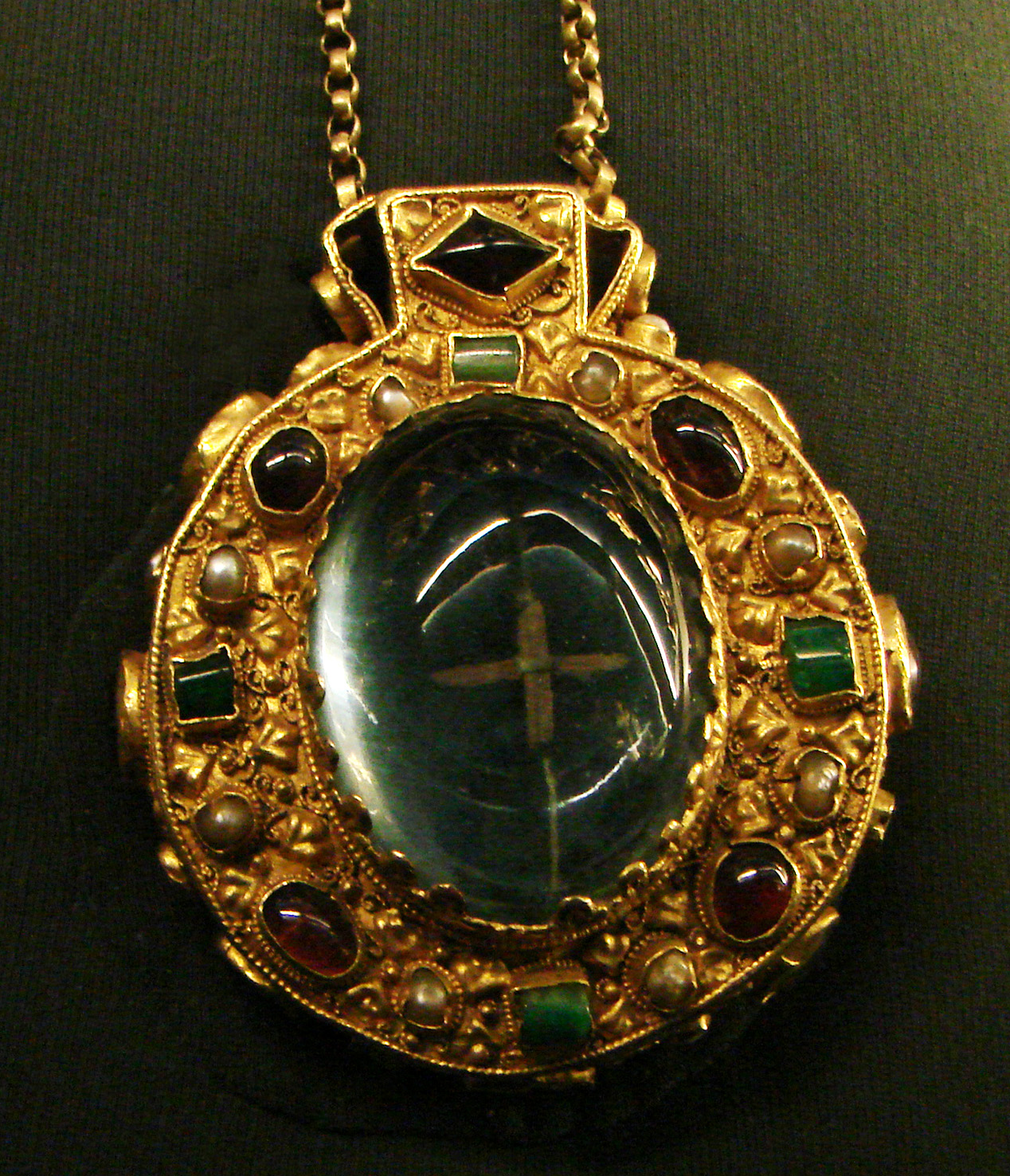
Талісман Карла Великого, також релікварій, за повідомленнями, був знайдений на його тілі, коли його могилу відкрили

Талісман — магічний предмет або тварина, призначенням якого, згідно забобонним уявленням, є принесення щастя і удачі його власнику.

Талісманом може бути будь-який предмет, від ювелірної прикраси до шматка каменю чи обрізка кори дерева або тварина. Однак особливо часто як талісман виступають дорогоцінні й напівкоштовні камені.
Спортивні команди і музичні групи часто використовують деяких персонажів як своїх символів-«талісманів». Одні талісмани створюються на безпосередню загрозу або ситуацію (наприклад, перемогу в змаганні), інші призначені для допомоги в будь-якій ситуації (ладанки, хрестики). Деякі талісмани заговорені чаклуном, відьмою, шаманом тощо, інші — ні (наприклад, підкови на щастя).
Слова амулет, оберіг, апотропей, талісман зазвичай використовуються як синоніми і в багатьох словниках вказані, як синоніми.[джерело?]
Талісман — найбільш загальне поняття: талісмани можуть нести не тільки захисну функцію, а й приносити успіх; одні талісмани носяться на тілі, інші — ні (наприклад, талісманом може бути тварина).